# Abu Dhabis Grand Prix 2015
Abu Dhabis Grand Prix 2015, officiellt 2015 Formula 1 Etihad Airways Abu Dhabi Grand Prix, var en Formel 1-tävling som hölls den 29 november 2015 på Yas Marina Circuit i Abu Dhabi, Förenade Arabemiraten. Det var den nittonde tävlingen av Formel 1-säsongen 2015 och kördes över 55 varv. Vinnare av loppet blev Nico Rosberg för Mercedes, tvåa blev Lewis Hamilton, även han för Mercedes, och trea blev Sebastian Vettel för Ferrari.

## Kvalet
| KR. | Nr | Förare            | Konstruktör          | Q1       | Q2        | Q3       | Grid |
| --- | -- | ----------------- | -------------------- | -------- | --------- | -------- | ---- |
| 1   | 6  | Nico Rosberg      | Mercedes             | 1.41,111 | 1.40,979  | 1.40,237 | 1    |
| 2   | 44 | Lewis Hamilton    | Mercedes             | 1.40,974 | 1.40,758  | 1.40,614 | 2    |
| 3   | 7  | Kimi Räikkönen    | Ferrari              | 1.42,500 | 1.41,612  | 1.41,051 | 3    |
| 4   | 11 | Sergio Pérez      | Force India-Mercedes | 1.41,983 | 1.41,560  | 1.41,184 | 4    |
| 5   | 3  | Daniel Ricciardo  | Red Bull-Renault     | 1.42,275 | 1.41,830  | 1.41,444 | 5    |
| 6   | 77 | Valtteri Bottas   | Williams-Mercedes    | 1.42,608 | 1.41,868  | 1.41,656 | 6    |
| 7   | 27 | Nico Hülkenberg   | Force India-Mercedes | 1.41,996 | 1.41,925  | 1.41,686 | 7    |
| 8   | 19 | Felipe Massa      | Williams-Mercedes    | 1.42,303 | 1.42,349  | 1.41,759 | 8    |
| 9   | 26 | Daniil Kvyat      | Red Bull-Renault     | 1.42,540 | 1.42,328  | 1.41,933 | 9    |
| 10  | 55 | Carlos Sainz, Jr. | Toro Rosso-Renault   | 1.42,911 | 1.42,482  | 1.42,708 | 10   |
| 11  | 33 | Max Verstappen    | Toro Rosso-Renault   | 1.42,889 | 1.42,521  |          | 11   |
| 12  | 22 | Jenson Button     | McLaren-Honda        | 1.42,570 | 1.42,668  |          | 12   |
| 13  | 13 | Pastor Maldonado  | Lotus-Mercedes       | 1.42,929 | 1.42,807  |          | 13   |
| 14  | 12 | Felipe Nasr       | Sauber-Ferrari       | 1.42,896 | 1.43,614  |          | 14   |
| 15  | 8  | Romain Grosjean   | Lotus-Mercedes       | 1.42,585 | Ingen tid |          | 181  |
| 16  | 5  | Sebastian Vettel  | Ferrari              | 1.42,941 |           |          | 15   |
| 17  | 14 | Fernando Alonso   | McLaren-Honda        | 1.43,187 |           |          | 16   |
| 18  | 9  | Marcus Ericsson   | Sauber-Ferrari       | 1.43,838 |           |          | 17   |
| 19  | 28 | Will Stevens      | Marussia-Ferrari     | 1.46,297 |           |          | 192  |
| 20  | 98 | Roberto Merhi     | Marussia-Ferrari     | 1.47,434 |           |          | PL3  |

| Vidare från första kvalrundan ▬▬ Vidare från andra kvalrundan ▬▬ |

Noteringar:
- ^1  – Romain Grosjean fick fem platsers nedflyttning för ett otillåtet växellådsbyte.
- ^2  – Will Stevens fick tio platsers nedflyttning för ett otillåtet batteribyte.
- ^3  – Roberto Merhi startade från depån eftersom hans team brutit min Parc ferme.

## Loppet
| Pos. | Nr | Förare            | Konstruktör          | Varv | Tid         | Grid | P  |
| ---- | -- | ----------------- | -------------------- | ---- | ----------- | ---- | -- |
| 1    | 6  | Nico Rosberg      | Mercedes             | 55   | 1:38.30,175 | 1    | 25 |
| 2    | 44 | Lewis Hamilton    | Mercedes             | 55   | +8,271      | 2    | 18 |
| 3    | 7  | Kimi Räikkönen    | Ferrari              | 55   | +19,430     | 3    | 15 |
| 4    | 5  | Sebastian Vettel  | Ferrari              | 55   | +43,735     | 15   | 12 |
| 5    | 11 | Sergio Pérez      | Force India-Mercedes | 55   | +1.03,952   | 4    | 10 |
| 6    | 3  | Daniel Ricciardo  | Red Bull-Renault     | 55   | +1.05,010   | 5    | 8  |
| 7    | 27 | Nico Hülkenberg   | Force India-Mercedes | 55   | +1.33,618   | 7    | 6  |
| 8    | 19 | Felipe Massa      | Williams-Mercedes    | 55   | +1.37,751   | 8    | 4  |
| 9    | 8  | Romain Grosjean   | Lotus-Mercedes       | 55   | +1.38,201   | 18   | 2  |
| 10   | 26 | Daniil Kvyat      | Red Bull-Renault     | 55   | +1.42,371   | 9    | 1  |
| 11   | 55 | Carlos Sainz, Jr. | Toro Rosso-Renault   | 55   | +1.43,525   | 10   |    |
| 12   | 22 | Jenson Button     | McLaren-Honda        | 54   | +1 varv     | 12   |    |
| 13   | 77 | Valtteri Bottas   | Williams-Mercedes    | 54   | +1 varv     | 6    |    |
| 14   | 9  | Marcus Ericsson   | Sauber-Ferrari       | 54   | +1 varv     | 17   |    |
| 15   | 12 | Felipe Nasr       | Sauber-Ferrari       | 54   | +1 varv     | 14   |    |
| 16   | 33 | Max Verstappen    | Toro Rosso-Renault   | 54   | +1 varv1    | 11   |    |
| 17   | 14 | Fernando Alonso   | McLaren-Honda        | 53   | +2 varv     | 16   |    |
| 18   | 28 | Will Stevens      | Marussia-Ferrari     | 53   | +2 varv     | 19   |    |
| 19   | 98 | Roberto Merhi     | Marussia-Ferrari     | 52   | +3 varv     | PL   |    |
| Ret  | 13 | Pastor Maldonado  | Lotus-Mercedes       | 0    | Kollision   | 13   |    |

| Förare och stall som tog poäng ▬▬ |

Noteringar:

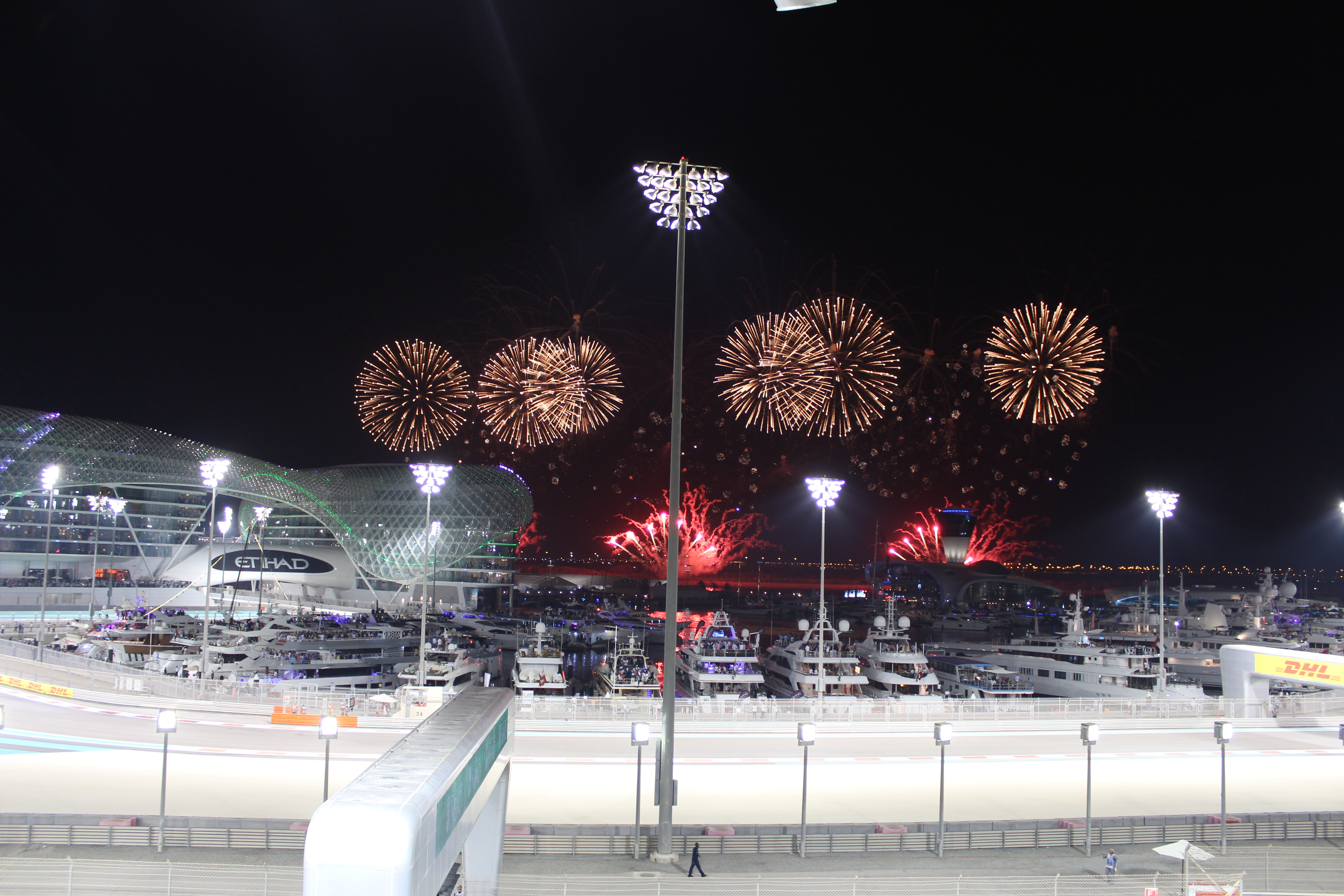
Fyrverkerierna efter målgång.

- ^1  – Max Verstappen fick 5 sekunders tidstillägg för att ha kört om Jenson Button utanför banan, och ytterligare 20 sekunders tidstillägg för att ha ignorerat blåflagg.

## Ställning efter loppet
|     | Pos. | Förare           | Poäng |
| --- | ---- | ---------------- | ----- |
| ▬   | 1    | Lewis Hamilton   | 381   |
| ▬   | 2    | Nico Rosberg     | 322   |
| ▬   | 3    | Sebastian Vettel | 278   |
| ▲ 1 | 4    | Kimi Räikkönen   | 150   |
| ▼ 1 | 5    | Valtteri Bottas  | 136   |

|   | Pos. | Konstruktör          | Poäng |
| - | ---- | -------------------- | ----- |
| ▬ | 1    | Mercedes             | 703   |
| ▬ | 2    | Ferrari              | 428   |
| ▬ | 3    | Williams-Mercedes    | 257   |
| ▬ | 4    | Red Bull-Renault     | 187   |
| ▬ | 5    | Force India-Mercedes | 136   |

- Notering: Endast de fem bästa placeringarna i vardera mästerskap finns med på listorna.